# Adelaide International 1 2023
L'Adelaide International 1 2023 è stato un torneo di tennis giocato all'aperto sul cemento. È stata la 4ª edizione del torneo per gli uomini e la 5ª per le donne, facente parte della categoria WTA 500 nell'ambito del WTA Tour 2023 e della categoria ATP Tour 250 nell'ambito dell'ATP Tour 2023. Entrambi i tornei si sono giocati al Memorial Drive Tennis Centre di Adelaide in Australia, dal 2 all'8 gennaio 2023.

## Partecipanti ATP

### Singolare

#### Teste di serie
| Nazionalità | Giocatore             | Ranking* | Testa di serie |
| ----------- | --------------------- | -------- | -------------- |
| Serbia      | Novak Đoković         | 5        | 1              |
| Canada      | Félix Auger-Aliassime | 6        | 2              |
|             | Daniil Medvedev       | 7        | 3              |
|             | Andrej Rublëv         | 8        | 4              |
| Danimarca   | Holger Rune           | 11       | 5              |
| Italia      | Jannik Sinner         | 15       | 6              |
| Canada      | Denis Shapovalov      | 18       | 7              |
|             | Karen Chačanov        | 20       | 8              |

* Ranking al 26 dicembre 2022.

#### Altri partecipanti
I seguenti giocatori hanno ricevuto una wildcard per il tabellone principale:
- Thanasi Kokkinakis
- Christopher O'Connell
- Jordan Thompson

Il seguente giocatore è entrato in tabellone usando il ranking protetto:
- Kyle Edmund

I seguenti giocatori sono passati dalle qualificazioni:

- Kwon Soon-woo
- Alexei Popyrin
- Roman Safiullin
- Rinky Hijikata

#### Ritiri
Prima del torneo
- Corentin Moutet → sostituito da  Richard Gasquet
- Brandon Nakashima → sostituito da  Mikael Ymer

### Doppio

#### Teste di serie
| Nazione     | Giocatore            | Nazione       | Giocatore            | Rank* | Testa di serie |
| ----------- | -------------------- | ------------- | -------------------- | ----- | -------------- |
| Paesi Bassi | Wesley Koolhof       | Regno Unito   | Neal Skupski         | 2     | 1              |
| El Salvador | Marcelo Arévalo      | Paesi Bassi   | Jean-Julien Rojer    | 12    | 2              |
| Regno Unito | Lloyd Glasspool      | Stati Uniti   | Harri Heliövaara     | 23    | 3              |
| Regno Unito | Jamie Murray         | Nuova Zelanda | Michael Venus        | 52    | 4              |
| Colombia    | Juan Sebastián Cabal | Colombia      | Robert Farah         | 58    | 5              |
| Paesi Bassi | Robin Haase          | Paesi Bassi   | Matwé Middelkoop     | 66    | 6              |
| Monaco      | Hugo Nys             | Polonia       | Jan Zieliński        | 75    | 7              |
| Australia   | Matthew Ebden        | Pakistan      | Aisam-ul-Haq Qureshi | 90    | 8              |

* Ranking al 26 dicembre 2022.

#### Altri partecipanti
Le seguenti coppie di giocatori hanno ricevuto una wildcard per il tabellone principale:
- James Duckworth /  Alexei Popyrin
- John Millman /  Edward Winter

Le seguenti coppie di giocatori sono entrati in tabellone come alternate:
- Quentin Halys /  Constant Lestienne
- Tarō Daniel /  Yoshihito Nishioka

#### Ritiri
Prima del torneo
- Nikola Ćaćić /  Miomir Kecmanović → sostituiti da  Tarō Daniel /  Yoshihito Nishioka
- Ivan Dodig /  Austin Krajicek → sostituiti da  Quentin Halys /  Constant Lestienne
- Jack Draper /  Jannik Sinner → sostituiti da  Jannik Sinner /  Lorenzo Sonego
- Matthew Ebden /  Nicolas Mahut → sostituiti da  Matthew Ebden /  Aisam-ul-Haq Qureshi
- Sebastian Korda /  Brandon Nakashima → sostituiti da  Sebastian Korda /  Denis Shapovalov

## Partecipanti WTA

### Singolare

#### Teste di serie
| Nazionalità | Giocatrice             | Ranking* | Testa di serie |
| ----------- | ---------------------- | -------- | -------------- |
| Tunisia     | Ons Jabeur             | 2        | 1              |
|             | Aryna Sabalenka        | 5        | 2              |
|             | Dar'ja Kasatkina       | 8        | 3              |
|             | Veronika Kudermetova   | 9        | 4              |
| Stati Uniti | Danielle Collins       | 14       | 5              |
| Estonia     | Anett Kontaveit        | 17       | 6              |
| Lettonia    | Jeļena Ostapenko       | 18       | 7              |
|             | Ekaterina Aleksandrova | 19       | 8              |

* Ranking al 26 dicembre 2022.

#### Altre partecipanti
Le seguenti giocatrici hanno ricevuto una wildcard per il tabellone principale:
- Jaimee Fourlis
- Priscilla Hon
- Garbiñe Muguruza

Le seguenti giocatrici sono entrate in tabellone usando il ranking protetto:
- Bianca Andreescu
- Markéta Vondroušová

Le seguenti giocatrici sono passate dalle qualificazioni:

- Anhelina Kalinina
- Viktorija Golubic
- Linda Nosková
- Shelby Rogers
- Claire Liu
- Marta Kostjuk

### Doppio

#### Teste di serie
| Nazione       | Giocatore                | Nazione     | Giocatore          | Rank* | Testa di serie |
| ------------- | ------------------------ | ----------- | ------------------ | ----- | -------------- |
| Australia     | Storm Hunter             | Rep. Ceca   | Kateřina Siniaková | 11    | 1              |
| Ucraina       | Ljudmyla Kičenok         | Lettonia    | Jeļena Ostapenko   | 23    | 2              |
| Stati Uniti   | Nicole Melichar-Martinez | Australia   | Ellen Perez        | 39    | 3              |
| Giappone      | Shūko Aoyama             | Giappone    | Ena Shibahara      | 45    | 4              |
| Taipei cinese | Chan Hao-ching           | Cina        | Yang Zhaoxuan      | 52    | 5              |
| Stati Uniti   | Asia Muhammad            | Stati Uniti | Taylor Townsend    | 59    | 6              |
|               | Anastasija Potapova      |             | Jana Sizikova      | 89    | 7              |
| Kazakistan    | Anna Danilina            |             | Anna Kalinskaja    | 90    | 8              |

* Ranking al 26 dicembre 2022.

#### Altre partecipanti
La seguente coppia ha ricevuto una wildcard per il tabellone principale:
- Kimberly Birrell /  Priscilla Hon

La seguente coppia è entrata in tabellone usando il ranking protetto:
- Miriam Kolodziejová /  Markéta Vondroušová

#### Ritiri
Prima del torneo
- Anna Danilina /  Sania Mirza → sostituite da  Anna Danilina /  Anna Kalinskaja

## Punti
| Evento              | V   | F   | SF  | QF  | 2T | 1T   | Q    | Q2   | Q1   |
| Singolare maschile  | 250 | 150 | 90  | 45  | 20 | 0    | 12   | 6    | 0    |
| Doppio maschile*    | 250 | 150 | 90  | 45  | 20 | 0    | N.D. | N.D. | N.D. |
| Singolare femminile | 470 | 305 | 185 | 100 | 55 | 1    | 25   | 13   | 1    |
| Doppio femminile*   | 470 | 305 | 185 | 100 | 1  | N.D. | N.D. | N.D. | N.D. |

*per team

## Montepremi
| Evento              | V        | F       | SF      | QF      | 2T      | 1T     | Q2     | Q1     |
| Singolare maschile  | $94,560  | $55,035 | $32,150 | $18,175 | $10,655 | $6,340 | $3,385 | $1,815 |
| Doppio maschile*    | $33,580  | $17,550 | $9,260  | $5,140  | $2,820  | $1,570 | N.D.   | N.D.   |
| Singolare femminile | $120,150 | $74,161 | $43,323 | $20,465 | $11,145 | $7,500 | $5,590 | $2,860 |
| Doppio femminile*   | $40,100  | $24,300 | $13,900 | $7,200  | $5,750  | $4,350 | N.D.   | N.D.   |

*per team

## Campioni

### Singolare maschile
Novak Đoković ha sconfitto in finale  Sebastian Korda con il punteggio di 6(8)-7, 7-6(3), 6-4.
• È il novantaduesimo titolo in carriera per Đoković, il primo della stagione.

### Singolare femminile
Aryna Sabalenka ha sconfitto in finale  Linda Nosková con il punteggio di 6-3, 7-6(4).
• È il dodicesimo titolo in carriera per Sabalenka, il primo in stagione.

### Doppio maschile
Lloyd Glasspool /  Harri Heliövaara hanno sconfitto in finale  Jamie Murray /  Michael Venus con il punteggio di 6-3, 7-6(3).

### Doppio femminile
Asia Muhammad /  Taylor Townsend hanno sconfitto in finale  Storm Hunter /  Kateřina Siniaková con il punteggio di 6-2, 7-6(2).